# John Carter (clarinettiste)
Pour les articles homonymes, voir John Carter et Carter.
John Wallace Carter (né le 24 septembre 1929 à Fort Worth, – mort le 31 mars 1991) est un clarinettiste, saxophoniste et flûtiste de jazz.

## Biographie
John Carter joue avec Ornette Coleman et Charles Moffett à Fort Worth dans les années 1940. À partir de 1961, Carter réside sur la Côte ouest des États-Unis. où il rencontre Bobby Bradford en 1965. Il joue aussi avec Hampton Hawes et Harold Land. Dans les années 1970 il devient célèbre pour ses extraordinaires solos en concert. Au New Jazz Festival de Moers en 1979 lui et le clarinettiste allemand Theo Jörgensmann jouent pendant trois jours.
Entre 1982 et 1990 Carter compose et enregistre Racines et folklore : épisodes dans le développement de la musique populaire américaine (Roots and Folklore: Episodes in the Development of American Folk Music") en cinq albums centrés sur l'histoire des afro-américains.

## Discographie sélective
- John Carter & Bobby Bradford´s New Art Flight for Four (1969)

- John Carter Quintet Secrets (1972)

- John Carter Echoes from Rudolph´s (1977)

- Vinny Golia Spirits in Fellowship (1977)

- John Carter Suite of Early American Folk Pieces (1980)

- Clarinet Summit You better fly away (1979, avec Perry Robinson, Gianluigi Trovesi, Bernd Konrad, Theo Jörgensmann, Ernst-Ludwig Petrowsky, Didier Lockwood, Stan Tracey, Eje Thelin, Kai Kanthak, Jean-François Jenny-Clark, Günter Sommer, Aldo Romano)

- John Carter / Bobby Bradford Tandem 1 (1982)

- John Carter / Bobby Bradford Quintet Comin on (1988)

- Horace Tapscott The dark Tree Vol. 1 (1989)

- John Carter / Bobby Bradford Tandem 2 (1996)
- John Carter & Bobby Bradford Quintet No U-Turn - Live in Pasadena, 1975 (Dark Tree, 2015)
- Vinny Golia Wind Quartet Live at the Century City Playhouse - Los Angeles, 1979 (Dark Tree, 2017)

## Roots and Folklore: Episodes in the Development of American Folk Music
- The John Carter Octet: Dauwhe (1982)
- John Carter: Castles of Ghana (1991)
- John Carter: Dance of the Love Ghosts (1987)
- John Carter: Fields (1988)
- John Carter: Shadows On A Wall (1989)

## Référence
- Philippe Carles, André Clergeat, & Jean-Louis Comolli. Dictionnaire du jazz, Paris, 1994